# Sheila Leiner
Sheila Leirner (Sao Paulo, 1948) je francusko-brazilski kustos, novinar, kritičar umetnosti i pisac.Bila je glavni kustos XVIII i XIX São Paulo Art Biennial.

## Mladost i obrazovanje
Leirner-ina majka je umetnica Giselda Leirner, i ona je unuka vajara Felícia Leirner. Leiner je učila sociologiju umetnosti u Francuskoj.

## Karijera
Godine 1975. postala je kritičar umetnosti za novine O Estado de S. Paulo. Pridružila se Asocijaciji brazilskih umetničkih kritičara (Associação Brasileira de Críticos de Arte; ABCA), dobivši nagradu najboljeg kritičara godine od strane ABCA i Ministarstva kulture.
Leirner je član Internacionalnog saveta muzeja, predstavlja Galerie nationale du Jeu de Paume za Latinsku Ameriku od 1993. do 1999. godine (International Association of Art Critics). I 1992. postala je član Internacionalne asocijacije kritike umetnosti u Francuskoj.
Ona je autor biografija umetnika, eseja i prevoda objavljenih u časopisima i nacionalnim i internacionalnim dodacima koji uključuju D'Ars, Beaux Arts Magazine, Europe Magazine Littéraire, DNA, Revista da USP, Folha de S.Paulo, Cadernos de Literatura Brasileira i druge.
Leirner je kustos za izložbe kao i član porote i gost predavač u Latinoamerici, Africi, Americi, Aziji i Evropi. Napravila je video
Loving Trilogy (Trilogia Amorosa), koji je deo kolekcije u muzeju.
Bila je glavni kustos XVIII i XIX São Paulo Art Biennials (1985; 1987), dobivši nagradu za umetničku ličnost godine dodeljenu od strane Asocijacije kritičara Argentine i orden Ordre des Arts et des Lettres od Francuske vlade.
Živeći i radeći u Parizu od 1991., Leirner se priključila Internacionalnom žiriju za UNESCO Aschberg Bursaries organizovanom od strane Internacionalnig fonda za promovisanje kulture i regionalnog komiteta Ile-de-France, odgovornog za proučavanje projekata Ministarstva unutrašnjih poslova i obrazovanja Francuske.

## Odabrana izdanja

### Knjige
- Visão da Terra. Participación en la antología de ensayos (Ed. Atelier de Arte e Edições, Rio de Janeiro, 1977)
- Arte como Medida. Colección Debates/Crítica (Ed. Perspectiva, São Paulo, 1983)
- Arte e seu Tempo. Colección Debates/Crítica (Ed. Perspectiva, São Paulo, 1991)
- Enciclopédia Arco Data Latino Americana. Coordinación general de la parte dedicada al Brasil (Madrid, 1993)
- Ars in Natura. Participación en la antología de ensayos (Ed. Mazzota, Milano, 1996)
- Horizontes del arte latinoamericano. Participación en la antología de ensayos (Ed. Tecnos, Madrid, 1999)
- Lateinamerikanische Kunst. Participación en la antología de ensayos (Ed. Prestel, Múnich, 1993)
- Leopoldo Nóvoa (Fundación Caja Galicia, La Coruña, España, 1999)
- Ausstellungskat (Composición). Con Alberto Giudici, Jorge Glusberg, Jean-Louis Pradel. Contribuidores Julio Le Parc, Pinacoteca do Estado. 96 pp. 2001
- Céu acima - Para um tombeau de Haroldo de Campos. Participación en la antología de ensayos (Ed. Perspectiva, São Paulo, 2005)
- 35 Segredos para chegar a Lugar Nenhum. Participación en la antología de cuentos (Editora Bertrand Brasil, Rio de Janeiro, 2007)
- O Surrealismo, con J. Guinsburg. Antología de ensayos, colección Stylus (Editora Perspectiva, São Paulo, 2008)
- Felícia Leirner. Textos Poéticos e Aforismos. Participación en la antología de textos críticos y biográficos (Editora Perspectiva, São Paulo, 2014).
- Direi Tudo e um Pouco Mais, Crónicas, colección Paralelos 34 (Editora Perspectiva, São Paulo, 2017).

### Najvažniji katalozi
- "I Trienal de Tapeçaria de São Paulo", presentación, Museu de Arte Moderna, São Paulo, 1976
- "Fantastic Art in Latin America", colectiva, Museo de Indianápolis, USA, 1983
- "3.4 Grandes Formatos", colectiva, Centro Empresarial Rio, Rio de Janeiro, 1983
- Participación en el catálogo de la colección del Museo de Arte Contemporáneo de la USP, 1984
- Catálogos de las 18ª y 19ª Bienales Internacionales de São Paulo, 1985 e 1987
- "Arthur A. Barrio", Kate Art Gallery, São Paulo, 1989
- "Painterly/Pictorico" (Brazil Projects/90), colectiva, Municipal Art Gallery de Los Ángeles, y Museo de Arte de São Paulo (MASP), 1990
- "O Pequeno Infinito e o Grande Circunscrito", colectiva, Galería Arco, São Paulo, 1990
- "A Forma Selvagem", Marcia Grostein, Museo de Arte de São Paulo (Masp), 1994
- "Los siete días de la creación", Instituto de Cooperación Iberoamericana, Buenos Aires, 1990
- "Joan Miró", comemoração do primeiro centenário do nascimento do artista, UNESCO, 1993
- "Ameriques Latines, art contemporain", Hôtel des Arts, exposição ligada à retrospectiva "Art Latinoamericain" no Centro Pompidou durante o quinto centenário do "Rencontre des Deux Mondes", Paris, 1993
- "Art Latinoamericain" (Art contemporain), coletiva, Musée Ludwig, Taschen, Colônia, 1994
- "Anna Maria Maiolino, Desenhos" - Galerie Debret, Paris, 1995
- "Iris Sara Schiller" - CRÉDAC - Centre de Recherche, d'Échange et de Diffusion pour l'Art Contemporain, Ivry-sur-Seine, 1995
- "Brazilian Sculpture - An Identity in Profile", exhibition at the IBD Cultural Center - inter-American Development Bank, Washington D.C. - USA, 1997
- "XXVI FIAC", (with Christine Frérot) Paris, 1999
- "Emaranhados", Anésia Pacheco Chaves, Pinacoteca do Estado de São Paulo, 2002
- "Caminhos do Contemporâneo 1952-2002", coletiva, Paço Imperial, Rio de Janeiro, 2002
- "2080", coletiva, Museu de Arte Moderna, São Paulo, 2003
- "Onde está você, Geração 80?", coletiva, CCBB, Rio de Janeiro, 2004
- Catálogos para as exposições monográficas "Julio Le Parc": Bienal do Mercosul, Porto Alegre; Pinacoteca do Estado, São Paulo; Galería Nara Roesler, SP; Museu de Belas-Artes de Buenos Aires; Museu de Belas-Artes de Mendoza.

### Saradnja
- Caderno 2, O Estado de São Paulo , Jornal da Tarde, Guia das Artes, Módulo, Artworld/MundoArte (New York), Revista do Masp, Arcolatina (Madrid), Arte en Colombia, D'Ars, Bravo!, República, Vogue, Beaux-Arts Magazine, Ars, Revista da Usp, Jornal de Resenhas (Folha de São Paulo), Cadernos de Literatura Brasileira - Instituto Moreira Salles (Número 15, dedicado a Millôr Fernandes). (in Portuguese)

## Bibliografija
- Amaral, Aracy A. (2006). Textos do Trópico de Capricórnio: Bienais e artistas contemporâneos no Brasil (на језику: Portuguese). Editora 34. ISBN 978-85-7326-366-4.

## Spoljašnje veze
- Zvanični sajt